# Cindy Treland
Cindy Treland (* 11. Januar 1982 in Oslo) ist eine norwegische Beachvolleyballspielerin.

## Karriere
Treland spielte 2007 und 2008 ihre ersten Open-Turniere mit wechselnden Partnerinnen. 2009 trat sie mit Siri Herredsvela. Seit 2010 bildet sie ein Duo mit Rita Eritsland. Bei der Europameisterschaft 2011, ebenfalls in Kristiansand, schieden Eritsland/Treland als Gruppenletzte der Vorrunde aus, obwohl sie punktgleich mit zwei anderen Teams aus ihrer Gruppe waren.